# Komorvanga
Komorvanga (Cyanolanius comorensis) är en fågelart i familjen vangor inom ordningen tättingar.

## Utbredning och systematik
Fågeln förekommer enbart i ögruppen Komorerna och delas in i två underarter med följande utbredning:
- C. c. bensoni – Grande Comore (Ngazidja) i nordvästra Komorerna, möjligen utdöd
- C. c. comorensis – Mohéli (Mwali) i västcentrala Komorerna

Den kategoriserades tidigare som underart till blåvanga (Cyanolanius madagascarinus) men urskildes 2016 som egen art av BirdLife International, 2022 av tongivande eBird/Clements och 2023 av International Ornithological Congress.

## Status
Den placeras av IUCN i hotkategorin starkt hotad.